# 万家乡 (宁国市)
万家乡，是中华人民共和国安徽省宣城市宁国市下辖的一个乡镇级行政单位。

## 行政区划
万家乡下辖以下地区：
万家村、云山村、大龙村和西泉村。